# فيلهارموني برلين
فيلهارموني برلين (بالألمانية: Berliner Philharmonie) واحدة من أشهر صالات الموسيقى في العالم. تم افتتاحها في عام 1963 في منطقة كيمبربلاتس في وسط مدينة برلين في ألمانيا. وتُعتبر من العلامات المميزة للمدينة، كما أنها تتمتع بتوزيع صوتي خيالي، وهي اليوم المقر الدائم لفرقة أوركسترا برلين الفيلهارمونية.

## التسمية
نظرًا لشكل المبنى الذي يشبه السيرك، والذي تتوسطه منصة الفرقة، أطلق السكان المحليون في برلين عليه اسم "سيرك كاراياني"، وهو مشتق من اسم المدير الموسيقي لفرقة برلين هارمونيكا لسنوات طويلة، هيربيرت فون كارايان. إلا أن هذا لم يؤثر في سمعة وشهرة الدار الموسيقية العالمية.

## التصميم
تم افتتاح صالة الأوركسترا لفيلهارموني برلين في 15 تشرين الأول/أكتوبر 1963، والتي صممها المعمار هانز شارون. تتميز صالة الحفلات الموسيقية الحديثة بتصميمها السداسي الشكل. ويبلغ طول المحور المركزي لهذا التصميم الفريد 60 مترًا، كما يصل العرض الأقصى إلى 55 مترًا. ويقف قائد الأوركسترا تحت نقطة القمة تمامًا. يرتفع السقف بحوالي 25 مترًا.
من جهة أخرى، فقد تم تصميم الشكل المتناظر لفيلهارموني، بطريقة تمكن من خلالها معالجة مشكلات ارتداد الصوت داخل المكان، بشكل يتمكن معه كافة الحضور داخل الصالة من الاستمتاع بصوت نقي متميز. وتساهم الأشرعة المعلقة في الصالة بدورها في التوزيع الصوتي المتميز.

## وصلات خارجية
- فيلهارموني برلين: 360° بانوراما (جولة خارجية حول المبنى)
- جولة افتراضية في صالة الموسيقى (جولة داخلية) نسخة محفوظة 19 أبريل 2022 على موقع واي باك مشين.